# Englische Rugby-Union-Meisterschaft 2014/15
Die Saison 2014/15 von Premiership Rugby ist die 28. Saison der obersten Spielklasse der englischen Rugby-Union-Meisterschaft. Aus Sponsoringgründen trägt sie den Namen Aviva Premiership. Sie beginnt am 5. September 2014, umfasst 22 Spieltage (je eine Vor- und Rückrunde) und dauert bis zum 17. Mai 2015. Anschließend qualifizieren sich die vier bestplatzierten Mannschaften für das Halbfinale, die Halbfinalsieger treffen am 30. Mai 2015 im Finale im Twickenham Stadium aufeinander. Titelverteidiger waren die Northampton Saints, neuer Meister wurden die Saracens.

## Aviva Premiership

### Tabelle
M = Amtierender Meister

P = Promotion (Aufsteiger) aus der RFU Championship
|     | Team                   | Spiele | Siege | Unent. | Ndlg. | Spiel- punkte | Diff. | Bonus- punkte | Tabellen- punkte |
| --- | ---------------------- | ------ | ----- | ------ | ----- | ------------- | ----- | ------------- | ---------------- |
| 01. | Northampton Saints (M) | 22     | 16    | 1      | 5     | 621:400       | + 221 | 10            | 76               |
| 02. | Bath Rugby             | 22     | 16    | 0      | 6     | 625:414       | + 211 | 11            | 75               |
| 03. | Leicester Tigers       | 22     | 15    | 1      | 6     | 453:421       | + 32  | 6             | 68               |
| 04. | Saracens               | 22     | 14    | 1      | 7     | 664:418       | + 246 | 10            | 68               |
| 05. | Exeter Chiefs          | 22     | 14    | 0      | 8     | 663:437       | + 226 | 12            | 68               |
| 06. | Wasps RFC              | 22     | 11    | 2      | 9     | 672:527       | + 145 | 13            | 61               |
| 07. | Sale Sharks            | 22     | 11    | 0      | 11    | 497:482       | + 15  | 10            | 54               |
| 08. | Harlequins             | 22     | 10    | 0      | 12    | 444:514       | − 70  | 9             | 49               |
| 09. | Gloucester RFC         | 22     | 9     | 1      | 12    | 553:575       | − 22  | 10            | 48               |
| 10. | London Irish           | 22     | 7     | 1      | 14    | 442:578       | − 136 | 10            | 40               |
| 11. | Newcastle Falcons      | 22     | 5     | 1      | 16    | 475:545       | − 70  | 12            | 34               |
| 12. | London Welsh (P)       | 22     | 0     | 0      | 22    | 223:1021      | − 798 | 1             | 1                |

Die Punkte wurden wie folgt verteilt:
- 4 Punkte bei einem Sieg
- 2 Punkte bei einem Unentschieden
- 0 Punkte bei einer Niederlage (vor möglichen Bonuspunkten)
- 1 Bonuspunkt für vier oder mehr Versuche, unabhängig vom Endstand
- 1 Bonuspunkt bei einer Niederlage mit sieben oder weniger Punkten Unterschied

### Playoff
Halbfinale
| 23. Mai 2015 14:00 WESZ | Northampton Saints | 24 : 29         | Saracens | Franklin’s Gardens, Northampton Zuschauer: 13.362 Schiedsrichter: Greg Garner |
| 23. Mai 2015 14:00 WESZ | Versuche: Strafversuch 13. erh. Wood 57. n.erh. Erhöhungen: Myler (1/2) Straftritte: Myler (4/4) 27., 40.+3, 44., 79. | (13:13) Bericht | Versuche: Strettle 2. erh. George 47. erh. Erhöhungen: Farrell (2/2) Straftritte: Farrell (5/6) 24., 32., 53., 61., 77. | Franklin’s Gardens, Northampton Zuschauer: 13.362 Schiedsrichter: Greg Garner |

| 23. Mai 2015 17:00 WESZ | Bath Rugby | 47 : 10         | Leicester Tigers                                                                          | Recreation Ground, Bath Zuschauer: 13.349 Schiedsrichter: JP Doyle |
| 23. Mai 2015 17:00 WESZ | Versuche: Banahan 1. erh., 24. erh., 75. erh. Eastmond 29. erh. Stringer 63. erh. Ford 68. n.erh. Watson 79. erh. Erhöhungen: Ford (6/7) | (21:10) Bericht | Versuche: Youngs 39. erh. Erhöhungen: Burns (1/1) Straftritte: Burns (1/4) 23. Bell (0/1) | Recreation Ground, Bath Zuschauer: 13.349 Schiedsrichter: JP Doyle |

Finale
| 30. Mai 2015 14:30 WESZ | Bath Rugby                                                                             | 16 : 28        | Saracens | Twickenham Stadium, London Zuschauer: 80.589 Schiedsrichter: Wayne Barnes |
| 30. Mai 2015 14:30 WESZ | Versuche: Joseph 51. erh. Erhöhungen: Ford (1/1) Straftritte: Ford (3/3) 26., 44., 60. | (3:25) Bericht | Versuche: Farrell 5. erh. George 13. n.erh. Wyles 31. erh. Erhöhungen: Farrell (2/3) Straftritte: Farrell (3/3) 21., 37., 62. Dropgoals: Hodgson (0/1) | Twickenham Stadium, London Zuschauer: 80.589 Schiedsrichter: Wayne Barnes |

| 15                 | Anthony Watson    | 7.  |
| 14                 | Semesa Rokoduguni |     |
| 13                 | Jonathan Joseph   |     |
| 12                 | Kyle Eastmond     |     |
| 11                 | Matt Banahan      |     |
| 10                 | George Ford       |     |
| 09                 | Peter Stringer    | 67. |
| 08                 | Leroy Houston     | 60. |
| 07                 | Francois Louw     |     |
| 06                 | Sam Burgess       |     |
| 05                 | Dave Attwood      | 58. |
| 04                 | Stuart Hooper     | 54. |
| 03                 | David Wilson      | 49. |
| 02                 | Ross Batty        | 47. |
| 01                 | Paul James        | 47. |
| Auswechselspieler: |                   |     |
| 16                 | Rob Webber        | 47. |
| 17                 | Nick Auterac      | 47. |
| 18                 | Henry Thomas      | 49. |
| 19                 | Dominic Day       | 54. |
| 20                 | Matt Garvey       | 58. |
| 21                 | Carl Fearns       | 60. |
| 22                 | Chris Cook        | 67. |
| 23                 | Ollie Devoto      | 7.  |

| 15                 | Alex Goode           |     |     |     |
| 14                 | David Strettle       | 65. |     |     |
| 13                 | Duncan Taylor        |     |     |     |
| 12                 | Brad Barritt         | 60. | 65. | 69. |
| 11                 | Chris Wyles          |     |     |     |
| 10                 | Owen Farrell         |     |     |     |
| 09                 | Richard Wigglesworth | 55. |     |     |
| 08                 | Billy Vunipola       |     |     |     |
| 07                 | Jacques Burger       |     |     |     |
| 06                 | Maro Itoje           | 70. |     |     |
| 05                 | Alistair Hargreaves  | 33. |     |     |
| 04                 | George Kruis         |     |     |     |
| 03                 | Petrus Du Plessis    | 49. |     |     |
| 02                 | Jamie George         | 53. |     |     |
| 01                 | Mako Vunipola        | 77. |     |     |
| Auswechselspieler: |                      |     |     |     |
| 16                 | Schalk Brits         | 53. |     |     |
| 17                 | Richard Barrington   | 77. |     |     |
| 18                 | Juan Figallo         | 49. |     |     |
| 19                 | Jim Hamilton         | 70. |     |     |
| 20                 | Jackson Wray         | 33. |     |     |
| 21                 | Neil de Kock         | 55. |     |     |
| 22                 | Charlie Hodgson      | 69. |     |     |
| 23                 | Chris Ashton         | 60. |     |     |

### Statistik
Meiste erzielte Versuche
|    | Name           | Versuche | Verein        |
| -- | -------------- | -------- | ------------- |
| 1. | Thomas Waldrom | 16       | Exeter Chiefs |
| 2. | Chris Ashton   | 13       | Saracens      |
| 2. | Chris Wyles    | 13       | Saracens      |
| 4. | Tom Arscott    | 12       | Sale Sharks   |
| 4. | Alex Lewington | 12       | London Irish  |
| 4. | Christian Wade | 12       | Wasps RFC     |

Meiste erzielte Punkte
|    | Name            | Punkte | Verein        |
| -- | --------------- | ------ | ------------- |
| 1. | Andy Goode      | 240    | Wasps RFC     |
| 2. | George Ford     | 225    | Bath Rugby    |
| 3. | Gareth Steenson | 198    | Exeter Chiefs |
| 4. | Shane Geraghty  | 164    | London Irish  |
| 5. | Danny Cipriani  | 163    | Sale Sharks   |

## RFU Championship
Die Saison der zweiten Liga, der RFU Championship, umfasste 22 Spieltage (je eine Vor- und Rückrunde). Während die am schlechtesten klassierte Mannschaft direkt in die dritte Liga abstieg, trugen die vier Bestplatzierten ein Playoff mit zweiteiligen Halbfinale und Finale aus. Der Finalsieger stieg in die Premiership auf.

### Tabelle
P: Promotion (Aufsteiger) aus der National Division One

R: Relegation (Absteiger) aus der Premiership
|     | Team                   | Spiele | Siege | Unent. | Ndlg. | Spiel- punkte | Diff. | Bonus- punkte | Tabellen- punkte |
| --- | ---------------------- | ------ | ----- | ------ | ----- | ------------- | ----- | ------------- | ---------------- |
| 01. | Bristol Rugby          | 22     | 21    | 0      | 1     | 804:425       | + 379 | 19            | 103              |
| 02. | Worcester Warriors (R) | 22     | 19    | 0      | 3     | 858:335       | + 523 | 21            | 97               |
| 03. | London Scottish        | 22     | 12    | 2      | 8     | 534:498       | + 36  | 12            | 64               |
| 04. | Rotherham Titans       | 22     | 13    | 1      | 8     | 505:488       | + 17  | 7             | 61               |
| 05. | Nottingham RFC         | 22     | 12    | 0      | 10    | 461:578       | − 117 | 8             | 56               |
| 06. | Yorkshire Carnegie     | 22     | 10    | 1      | 11    | 494:462       | + 32  | 12            | 54               |
| 07. | Jersey Reds            | 22     | 8     | 2      | 12    | 476:485       | − 9   | 12            | 48               |
| 08. | Cornish Pirates        | 22     | 9     | 0      | 13    | 495:621       | − 126 | 9             | 45               |
| 09. | Doncaster Knights (P)  | 22     | 8     | 1      | 13    | 429:481       | − 52  | 9             | 43               |
| 10. | Bedford Blues          | 22     | 7     | 0      | 15    | 433:604       | − 171 | 10            | 38               |
| 11. | Moseley RFC            | 22     | 5     | 1      | 16    | 441:637       | − 196 | 9             | 31               |
| 12. | Plymouth Albion        | 22     | 3     | 2      | 17    | 314:630       | − 316 | 5             | 21               |

Die Punkte wurden wie folgt verteilt:
- 4 Punkte bei einem Sieg
- 2 Punkte bei einem Unentschieden
- 0 Punkte bei einer Niederlage (vor möglichen Bonuspunkten)
- 1 Bonuspunkt für vier oder mehr Versuche, unabhängig vom Endstand
- 1 Bonuspunkt bei einer Niederlage mit sieben oder weniger Punkten Unterschied

### Playoff
Halbfinale
| 2. Mai 2015 13:30 WESZ | Bristol Rugby | 32 : 20 | Rotherham Titans | Ashton Gate Stadium, Bristol |
| 2. Mai 2015 13:30 WESZ |               |         |                  | Ashton Gate Stadium, Bristol |

| 2. Mai 2015 13:45 WESZ | London Scottish | 22 : 27 | Worcester Warriors | Athletic Ground, Richmond |
| 2. Mai 2015 13:45 WESZ |                 |         |                    | Athletic Ground, Richmond |

| 8. Mai 2015 19:45 WESZ | Worcester Warriors | 38 : 15 | London Scottish | Sixways Stadium, Worcester |
| 8. Mai 2015 19:45 WESZ |                    |         |                 | Sixways Stadium, Worcester |

| 10. Mai 2015 13:45 WESZ | Rotherham Titans | 16 : 24 | Bristol Rugby | Clifton Lane, Rotherham |
| 10. Mai 2015 13:45 WESZ |                  |         |               | Clifton Lane, Rotherham |

Finale
| 20. Mai 2015 19:45 WESZ | Bristol Rugby | 28 : 29 | Worcester Warriors | Ashton Gate Stadium, Bristol |
| 20. Mai 2015 19:45 WESZ |               |         |                    | Ashton Gate Stadium, Bristol |

| 27. Mai 2015 19:45 WESZ | Worcester Warriors | 30 : 30 | Bristol Rugby | Sixways Stadium, Worcester |
| 27. Mai 2015 19:45 WESZ |                    |         |               | Sixways Stadium, Worcester |